# Волна (приток Сугой)
Волна — река в России, протекает по территории Омсукчанского района Магаданской области. Длина реки — 78 км.

## Физико-географическая характеристика
Устье реки находится на высоте 219,7 м над уровнем моря в 104 км по левому берегу реки Сугой, притока Колымы.
Имеет притоки:
- Надежда
- Жемчужина

Населённые пункты на реке отсутствуют.
Код объекта в государственном водном реестре — 19010100312119000024157.